# Алферівська волость (Верхньодніпровський повіт)
Алферівська волость — адміністративно-територіальна одиниця Верхньодніпровського повіту Катеринославської губернії.
Станом на 1886 рік складалася з 18 поселень, 18 сільських громад. Населення — 3601 особа (1860 чоловічої статі та 1741 — жіночої), 627 дворових господарств.
|                     | Площа, десятин | У тому числі орної, десятин |
| ------------------- | -------------- | --------------------------- |
| Сільських громад    | 3597           | 2570                        |
| Приватної власності | 35513          | 11117                       |
| Іншої власності     | 67             | 67                          |
| Загалом             | 39177          | 13754                       |

Найбільші поселення волості:
- Алферове (Олиферово) — село при річці Саксагань в 45 верстах від повітового міста, 505 осіб, 81 двір, православна церква, синагога, постоялий двір, горілчаний склад, 3 ярмарки, базарь по неділях.
- Водяна — село при річці Саксагань, 528 осіб, 102 двори.